# Ingke Brodersen
Ingke Brodersen (* 1950) ist eine deutsche Historikerin.

## Leben
Ingke Brodersen – Schwester des Literaturwissenschaftlers Momme Brodersen – stammt aus Barmstedt in Schleswig-Holstein. Sie war nach ihrem Studium an der Universität Hamburg, wo sie unter anderem Geschichte studierte, zunächst im Schuldienst tätig. Danach hatte sie im Rowohlt Verlag eine langjährige Tätigkeit als Lektorin und Herausgeberin für politische Bücher inne. Den 1990 gegründeten Rowohlt-Berlin Verlag leitete Brodersen bis 2000.
Mit Brodersen und Rüdiger Dammann als Chefredakteure wurde Anfang 2001 die mehrsprachige Kulturzeitschrift Kafka mit zunächst vierteljährlicher Erscheinungsweise ins Leben gerufen. Dem eigenen Ansatz zufolge, eine Kulturzeitschrift für die Mitte Europas zu sein und ein entsprechendes Diskussionsforum zu schaffen, widmete sich Kafka in seinen Ausgaben in jeweils tschechischer, slowakischer, polnischer, ungarischer und deutscher Sprache grundsätzlichen Themen wie Heimat, Religion, der Bedeutung von Bildung, der Gestaltung Europas oder Konflikten im Zusammenleben der Generationen.
Herausgegeben und unentgeltlich vertrieben wurde Kafka durch das Goethe-Institut Inter Nationes. Im Herbst 2005 erschien jedoch die letzte Ausgabe, da die Kulturzeitschrift zugunsten der Finanzierung von erweiterten Online-Projekten des Goethe-Instituts eingestellt wurde.
2006 übernahm Brodersen gemeinsam mit Richard Spies die Geschäftsführung des neu gegründeten Sachbuchverlages Booklett.Brodersen & Company GmbH, der seinen Geschäftssitz in Berlin hat. Die Hälfte des Stammkapitals halten die Gesellschafter Ingke Brodersen, Rüdiger Dammann und Peter Mathews. Die andere Hälfte trägt die Klett Lernen und Wissen GmbH.
In dem Buch Eine Erdbeere für Hitler, das Ingke Brodersen gemeinsam mit Carola Stern herausgegeben hat, wird mit kindgerechten Geschichten der Nationalsozialismus thematisiert – von dessen Erstarken über den Widerstand bis hin zur Befreiung vom Faschismus.

## Veröffentlichungen

### Monografien
- Gemeinsam mit Maybrit Illner, Frank Ehrler: Ente auf Sendung. Von Medien und Medienmachern. DVA, München 2003, ISBN 3-421-05751-6.
- Gemeinsam mit Rüdiger Dammann: Zerrissene Herzen. Die Geschichte der Juden in Deutschland. Mit Illustrationen von Klaus Ensikat. S. Fischer, Frankfurt am Main 2006, ISBN 3-596-16236-X.
- Gemeinsam mit Renée Zucker: Werden Sie wesentlich! Die Frau um 50. Piper, München 2007, ISBN 978-3-492-04977-1.
- Judentum. Eine Einführung. Fischer Taschenbuch Verlag, Frankfurt am Main 2011, ISBN 978-3-596-16497-4, 127 S.
- Lebewohl, Martha: Die Geschichte der jüdischen Bewohner meines Hauses. Kanon Verlag Berlin, 2023, ISBN  	978-3-98568-074-0.

### Herausgeberschaften
- 1933. Wie die Deutschen Hitler zur Macht verhalfen. Rowohlt, Reinbek bei Hamburg 1983, ISBN 3-499-15118-9.
- Der Prozeß gegen Walter Janka und andere. Rowohlt, Reinbek bei Hamburg 1990, ISBN 3-499-12894-2.
- mit Rüdiger Dammann, Signe Rossbach: Geschichten einer Ausstellung. Zwei Jahrtausende deutsch-jüdische Geschichte. Jüdisches Museum, Berlin 2001, ISBN 3-00-008282-4.
- mit Doris Schröder-Köpf: Der Kanzler wohnt im Swimmingpool: oder Wie Politik gemacht wird. Campus, Frankfurt am Main 2001, ISBN 3-593-36802-1.
- mit Carola Stern: Eine Erdbeere für Hitler. Deutschland unterm Hakenkreuz. S. Fischer, Frankfurt am Main 2005, ISBN 3-596-16765-5.
- mit Rüdiger Dammann: Mahlzeit. 60 Jahre Deutschland – Eine kulinarische Zeitreise. Dumont, Köln 2009, ISBN 978-3-8321-9503-8.